# Jerzy Szczęśniak (muzyk)
Jerzy Szczęśniak (ur. 16 lipca 1941 w Sowiecku) – polski wokalista, gitarzysta, kompozytor, nauczyciel gry na gitarze i kontrabasie, przedsiębiorca. Prekursor warszawskiego big beatu, rhythm and bluesa i soulu. Nieoficjalnie nazywany Ojcem warszawskiego rock and rolla.

## Życiorys
Absolwent Politechniki Warszawskiej. Muzyk-samouk. Podstaw gry na gitarze uczył się z podręcznika pt. ABC Gitary, autorstwa Józefa Powroźniaka. W warszawskim, młodzieżowym środowisku muzycznym pojawił się ok. roku 1962, w momencie, gdy zaczął uczęszczać do klubu „Sezam” na Mokotowie. Wokalista i gitarzysta (początkowo była to gitara, którą sam przerabiał, a następnie czechosłowacka Jolana), a także nauczyciel gry na gitarze i kontrabasie m.in. swoich kolegów z którymi stawiał pierwsze kroki w zespole Relaks, a byli to: Marek Zarzycki, z którym założył później zespół Kawalerowie oraz Tomasz Jaśkiewicz, i Paweł Brodowski – dwaj ostatni muzycy weszli później w skład Chochołów, a następnie grupy towarzyszącej Czesławowi Niemenowi pod nazwą Akwarele.
Za zarobione w ten sposób pieniądze, nabył magnetofon Melodia na którym dokonywał nagrań demo swoich autorskich utworów, jako tzw. one man band, akompaniując sobie głównie na gitarze akustycznej – m.in. Hej panie (nagranie zachowało się w domowym archiwum muzyka). Zespół Relaks występował w klubie „Sezam” oraz na okolicznych wieczorkach tanecznych i studniówkach. W początkach 1964 roku razem z Piotrem Raczewem (gitara), Markiem Zarzyckim (gitara basowa, śpiew) i Markiem Rosińskim (perkusja) założył zespół rhythm and bluesowy Kawalerowie, który przed szerszą publicznością zadebiutował w czerwcu tego samego roku na wspólnych występach z Pesymistami w klubie UW „Centon”.
Bardzo ważną dla dalszej kariery Kawalerów okazała się  być nawiązana w 1965 roku współpraca ze znanym w środowisku warszawskim, muzykiem Wiesławem Czerwińskim, co dało grupie możliwość wejścia do studia Polskiego Radia i w efekcie nagrania swojego repertuaru, którego część ukazała się na trzech EP-kach wydanych przez Polskie Nagrania w latach 1965–1966, zaś po wielu latach na kilku kompilacjach podsumowujących działalność grupy. Szczególnie ważny, fundamentalny wręcz okazał się być wydany w 2022 roku nakładem wydawnictwa Kameleon Records zbiór pt. Palcie tylko „Sporty”. Nagrania archiwalne z lat 1965–1966, ponieważ zawiera komplet nagrań radiowych zespołu (w tym nagrania dokonane z solistami). Były to głównie kompozycje J. Szczęśniaka do słów M. Zarzyckiego i Janusza Kondratowicza. Z końcem 1966 roku M. Zarzycki wyjechał do Anglii. Wkrótce odchodzą pozostali muzycy oryginalnego składu Kawalerów w tym lider, który pod koniec 1966 roku przez krótki okres współpracuje z grupą Czterech (funkcję perkusisty pełnił tam od tego czasu Marek Rosiński), zaś zespół w zmienionym składzie nie przetrwał zbyt długo i rozpadł się w 1967 roku.
Wiosną tego samego roku gitarzysta dołączył do warszawskiej formacji Izomorf 67, założonej przez Andrzeja Bajkowskiego. Trzon zespołu stanowili muzycy Trubadurów: Sława Mikołajczyk (śpiew), Krzysztof Krawczyk (gitara basowa, śpiew) i Marian Lichtman (perkusja), a poza nimi także: Ewa Gontarek (eks-Demony; śpiew) i Ita Żółkiewska (lider; organy). Muzycy zarejestrowali w Polskim Radiu kilka utworów, z których cztery (A kiedy pies, Archipelag niepokoju, La Gioconda, Barwy dźwięku) ukazały się w lipcu 1967 roku na ich jedynej płycie „czwórce” (Pronit N 0507), zaś piosenka pt. Coś o sobie na kompilacji pt. Z młodością na ty (LP, Muza XL 0435). Krótki żywot grupy zakończył się w listopadzie 1967 roku.
W 1968 roku przy klubie Medyk, gitarzysta założył kolejny własny zespół, a była to zorientowana na wykonywanie amerykańskiej muzyki soul, czyli coverów m.in. z rep. Otisa Reddinga czy Wilsona Picketta – Grupa X, której skład był płynny i przez którą przewinęło się bardzo wielu muzyków. W pierwszym składzie zespołu znaleźli się m.in. jego dwaj byli muzyczni partnerzy z Kawalerów, czyli grający już na innych instrumentach: Piotr Raczew na gitarze basowej i Marek Zarzycki na perkusji.
A poza tym m.in.: Janusz Kruk (gitara), Wojciech Bruślik (gitara basowa), Marek Jaworski (organy), Zygmunt Smogorzewski (saksofon altowy), Cezary Szlązak (saksofon), Stanisław Piwowarski (trąbka), Waldemar Wolski (puzon), Andrzej Wójcik (perkusja), Wojciech Morawski (perkusja), Zbigniew Namysłowski (saksofon), Tomasz Szukalski (saksofon), Dariusz Kozakiewicz (gitara), Andrzej Stępień (gitara), Andrzej Żeglicki (instrumenty klawiszowe).
Zespół występował w  klubach studenckich stolicy i nagrał muzykę autorstwa Krzysztofa Sadowskiego do filmu w reż. Krzysztofa Gradowskiego Obcym wstęp wzbroniony (1972). W lipcu 1969 roku jego lider został w międzyczasie zaangażowany do wzięcia udziału w występach grupy Pesymiści, które odbyły się w sopockim Non Stopie.
Grupa X przestała istnieć z końcem 1972 roku, lecz lider reaktywuje ją po latach na wspomnieniowe koncerty: „Z brzytwą na poziomki”, który miał miejsce 24 maja 1996 roku w klubie Stodoła (został on w skrócie udokumentowany na płycie, pt. Warszawski Rock & Roll. Live in Concert) i na następny, który odbył się 13 czerwca 1996 roku w Centrum "Łowicka".
W 1984 roku założył w Józefowie i prowadzi po dziś dzień firmę „ATU-mebel” (i salon meblowy), która świadczy usługi stolarskie i meblarskie na terenie całego kraju.